# گورستان بیرجدا
قبرستان بیرجدا در شهرستان ایرانشهر، بخش مرکزی، دهستان نایگون، ۱۶ کیلومتری جنوب روستای جنوب شرق اله آباد نایگون واقع شده و این اثر در تاریخ ۲۶ اسفند ۱۳۸۷ با شمارهٔ ثبت ۲۵۹۳۴ به‌عنوان یکی از آثار ملی ایران به ثبت رسیده است.